# Luther (TV-serie)
Luther är en brittisk polisserie från 2010 med Idris Elba i titelrollen som Detective Chief Inspector John Luther. Det första, av hittills (2019) tjugo avsnitt, sändes 4 maj 2010.

## Rollista och rollfigurer
- Idris Elba som Detective Chief Inspector John Luther[1]. Luther arbetar som polis inom Londons SCU (Serious Crime Unit). Efter ett traumatiskt fall med en barnamördare, drabbas Luther av ett psykiskt sammanbrott, vilket gör att han riskerar sitt äktenskap med Zoe. Han är väldigt målmedveten när det gäller arbetet, vilket kan vara både en förbannelse och en välsignelse.
- Ruth Wilson som Alice Morgan[2]. Alice är forskare och psykopat. I det första avsnittet avslöjas att hon dödat sina föräldrar, vilket Luther inte kan bevisa. Hon anser att inget har någon betydelse, vilket är raka motsatsen till Luthers uppfattning.
- Steven Mackintosh som Detective Chief Inspector Ian Reed[3], är Luthers närmaste vän. Reed lever enligt sina egna strikta regler och om han bryter mot dem skulle hans liv vändas upp och ned.
- Indira Varma som Zoe Luther[4], John Luthers fru. Deras äktenskap har rasat samman och hon har förälskat sig i Mark North och känner sig äntligen lycklig.
- Saskia Reeves som Detective Superintendent Rose Teller[5], Luthers chef. Hon stack ut hakan då hon återanställde Luther efter hans psykiska sammanbrott.
- Warren Brown som Detective Sergeant Justin Ripley[6], en ung polis. Han är angelägen om att få arbeta med en polis som Luther, men vet inte riktigt vad det skulle innebära.
- Paul McGann som Mark North[7], en människorättsadvokat och Luthers raka motsats. Han är kär i Zoe Luther och tror att hon skulle bli lyckligare med honom än med sin make.
- Dermot Crowley som Detective Chief Inspector Martin Schenk[8]. Schenk är en internutredare som kämpar för att rensa poliskåren från korrupta poliser och även om Shenk anser att Luther är skicklig misstänker han honom för korruption.